# Углата
Угла́та (бел. Вуглата, бел. Углата) — деревня в составе Свислочского сельсовета Осиповичского района Могилёвской области Белоруссии.

## Географическое положение
Углата расположена на правом берегу Березины в 33 км на северо-восток от Осиповичей, в 2 км от ж/д станции Елизово и в 160 км от Могилёва. Связи осуществляются по автодороге Свислочь — Осиповичи Р72. Планировку составляет улица приблизительно меридиональной ориентации, с обеих сторон застроенная деревянными домами.

## История
В 1857 году Углата упоминалась как деревня в помещичьей собственности в Бобруйском уезде. В 1897 году числилась уже в Свислочской волости Бобруйского уезда Минской губернии с 11 дворами и 74 жителями. Также было упомянуто рядом находящееся одноимённое урочище с 1 двором и 12 жителями. В 1917 году в Углате было уже 13 дворов. Возле данной деревни в 1920 году велись бои между Красной Армией и польскими войсками, в результате которых погибли 36 красноармейцев. Последние были похоронены на местном кладбище. В 1931 году был основан здесь колхоз «Октябрь».
Во время Великой Отечественной войны Углата была оккупирована немецко-фашистскими войсками с конца июня 1941 года по 30 июня 1944 года; 5 жителей погибли на фронте. Кроме последних, в местных боях с оккупантами погибли 30 советских солдат и партизан, которые были похоронены на местном кладбище. В январе 1943 года деревня была сожжена оккупантами, при этом погибли 42 жителя.

## Население
- 1897 год — 74 человека, 11 дворов[3]
- 1926 год — 104 человека, 17 дворов[3]
- 1940 год — 137 человек, 29 дворов[3]
- 1959 год — 257 человек[3]
- 1970 год — 282 человека[3]
- 1986 год — 185 человек, 85 хозяйств[3]
- 2002 год — 153 человека, 70 хозяйств[3]
- 2007 год — 126 человек, 61 хозяйство[1]

## Комментарии
1. ↑  Названия и ударение даны по: Назвы населеных пунктаў Рэспублікі Беларусь: Магілёўская вобласць: нарматыўны даведнік / І. А. Гапоненка і інш.; пад рэд. В. П. Лемцюговай. — Минск: Тэхналогія, 2007. — С. 67—68. — 406 с. — ISBN 978-985-458-159-0..